# Ikerbasque
Ikerbasque, la Fundación Vasca para la Ciencia, es una fundación promovida por el Gobierno Vasco en 2007 para contribuir al desarrollo de la investigación científica del País Vasco mediante la atracción de investigadores de excelencia y la recuperación de talento, así como acciones de dinamización de la investigación. Su primera directora científica fue la catedrática de la Universidad del País Vasco Mª Carmen Gallastegui. En julio de 2009, fue sustituida por el catedrático Fernando Cossío. En 2017, Ikerbasque celebró su 10º aniversario.

## Personal investigador
Desde su puesta en marcha, Ikerbasque ha contado con varios programas de contratación de investigadoras/es con diferentes perfiles, para que desarrollen su labor adscritos en centros de la red vasca de ciencia y tecnología. A finales de 2019, 268 investigadoras/es desarrollaban su actividad en Ikerbasque.

### Research Fellows
Las/os Ikerbasque Research Fellows son investigadoras/es con una trayectoria postdoctoral de entre 3 y 10 años y experiencia internacional, seleccionados por un Comité Científico a través de convocatorias internacionales, que son contratados para desarrollar sus carreras científicas durante 5 años en las instituciones de investigación del País Vasco.
El programa se convoca anualmente con un número de plazas que ha oscilado entre un mínimo de 15 y un máximo de 25 plazas desde su puesta en marcha en 2012.

### Research Associate
El programa Research Associate nació en 2017 como instrumento para estabilizar a las/os Research Fellow a través de contratos indefinidos. En su presentación,  el Gobierno Vasco indicó que "ha nacido especialmente diseñado para que los jóvenes investigadores Research Fellows, que han demostrado su valía como investigadores en centros de Euskadi durante cinco años, puedan dar continuidad a la investigación vasca a más largo plazo".

### Research Professors
El perfil de las/os Ikerbasque Research Professor es el de investigadoras/es senior capaces de liderar grupos de investigación, impulsando líneas de investigación novedosas. Fue el primer programa puesto en marcha por Ikerbasque en 2008 y desde entonces se convoca anualmente. A finales de 2019, Ikerbasque contaba con 163 Research Professor
Adicionalmente el proceso de reclutamiento de investigadores de Ikerbasque está reconocído por el "HR Excellence in Research" de la Comisión Europea

## Lanzamiento de centros BERC
Ikerbasque colaboró con el Gobierno Vasco en la puesta en marcha de los BERC Basque Excellence Research Centers: tres de ellos fueron creados por Fundación (BC3 - Basque Center for Climate Change, Basque Center for Applied Mathematics y BCBL - Basque Center for Cognition, Brain and Language), tres de ellos son centros previamente existentes a los que se dio la categoría y financiación BERC (Donostia International Physics Center, Materials Physics Center y la Unidad de Biofísica) y los tres últimos fueron creados en 2012 en cooperación con la Universidad del País Vasco (Achucarro Basque Center for Neuroscience, Polymat - Basque Center for Macromolecular Design y BCMaterials.

## Actividades de apoyo al Sistema Vasco de Ciencia
Ikerbasque colabora con diversas instituciones científicas del País Vasco (universidade,s BERCs, CICs, Centros Tecnológicos, Institutos de Investigación Biosanitaria) con iniciativas que buscan una mejora global de la ciencia vasca. Entre ellas se incluyen:

### Ikerboost - Observatorio Vasco de Ciencia y Tecnología
Ikerbasque puso en marcha Ikerboost, el Observatorio de Ciencia y Tecnología, en 2010. Éste incluye una batería de indicadores socioeconómicos y bibliométricos, tanto a escala de la CAV como estatal o internacional, que permite una caracterización de la comunidad científica vasca y su comparación cuantitativa y cualitativa con las de otros países. Ikerboost edita anualmente el Informe sobre la Ciencia en Euskadi.

### Euraxess Service Centre
El centro de servicios vasco de la red Euraxess es gestionado por Ikerbasque y ofrece asistencia personalizada al profesional altamente cualificado/a (investigador/a, tecnólogo/a, etc.) que va a venir a trabajar a Euskadi y/o una entidad que tiene pensado contratar a este colectivo.

### Science.eus - Mapa de la Ciencia en Euskadi
En enero de 2016 Ikerbasque lanzó el portal web www.science.eus, que reúne información sobre todas las infraestructuras científicas, ofertas de empleo investigador y grupos de investigación del País Vasco.